# Dżibuti na Letnich Igrzyskach Olimpijskich 2004
Dżibuti na Letnich Igrzyskach Olimpijskich 2004 reprezentowało 2 sportowców.

## Skład kadry

### Lekkoatletyka
Mężczyźni:
- Ahmed Mohamed Abdillahi - bieg na 800 m

Kobiety:
- Zeinab Mohamed Khaireh - bieg na 1500 m